# 二上山 (岡山県)
二上山（ふたかみさん）は岡山県久米郡美咲町両山寺にある山。標高は689mである。

## 概要
日本の棚田百選に剪定されている大垪和地区の北方に位置する。山名は最高地点の西峰と東峰の2つの頂上を有することに由来する。東峰の山腹には山岳密教寺院である両山寺や二上神社、天邪鬼の重ね岩がある。

## 天邪鬼の重ね岩
山頂の北西部に岩が散乱している場所がある。ここは、昔、天邪鬼が天に上ろうとして岩を重ねた跡であるとの伝説が残っている。天邪鬼が岩を重ねて、あと柄杓の長さほど岩を重ねれば天に届くところまでになった。しかし、岩が足りなかった。岩を探し求めて山を下りた隙に、日頃から仲が悪かったこの山に住む天狗が、天に上らせてはならないと突き崩した。それが、天邪鬼の重ね岩であるという。なお、天に上るのではなく、星を取るため岩を重ねたとの伝承もある。

## 二上神社
二上神社（ふたかみじんじゃ）は、両山寺境内の上に位置する神社である。旧社格は村社。祭神は、伊弉諾命・伊弉冉命。
役行者がこの地に巡錫した際、伊弉諾命・伊弉冉命の夢を見たので祠を建てたことが始まりとされる。古来、二上の社と呼ばれたが、永禄年間（1558年 - 1570年）に戦火により焼亡。元亀元年（1570年）に再建され、二上八頭大明神と称した。明治6年（1873年）二上神社と改称した。

## 画像

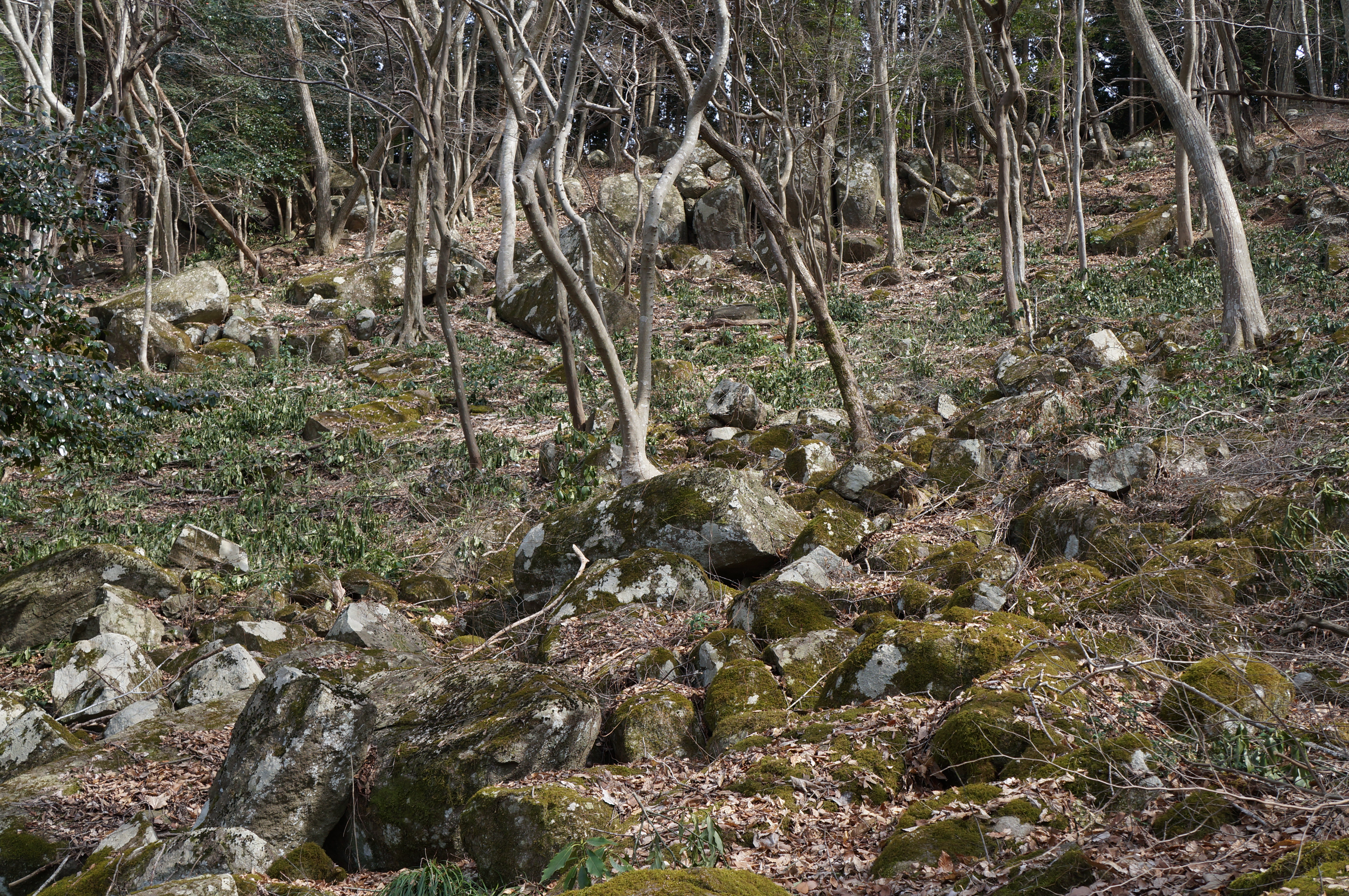
天邪鬼の重ね岩
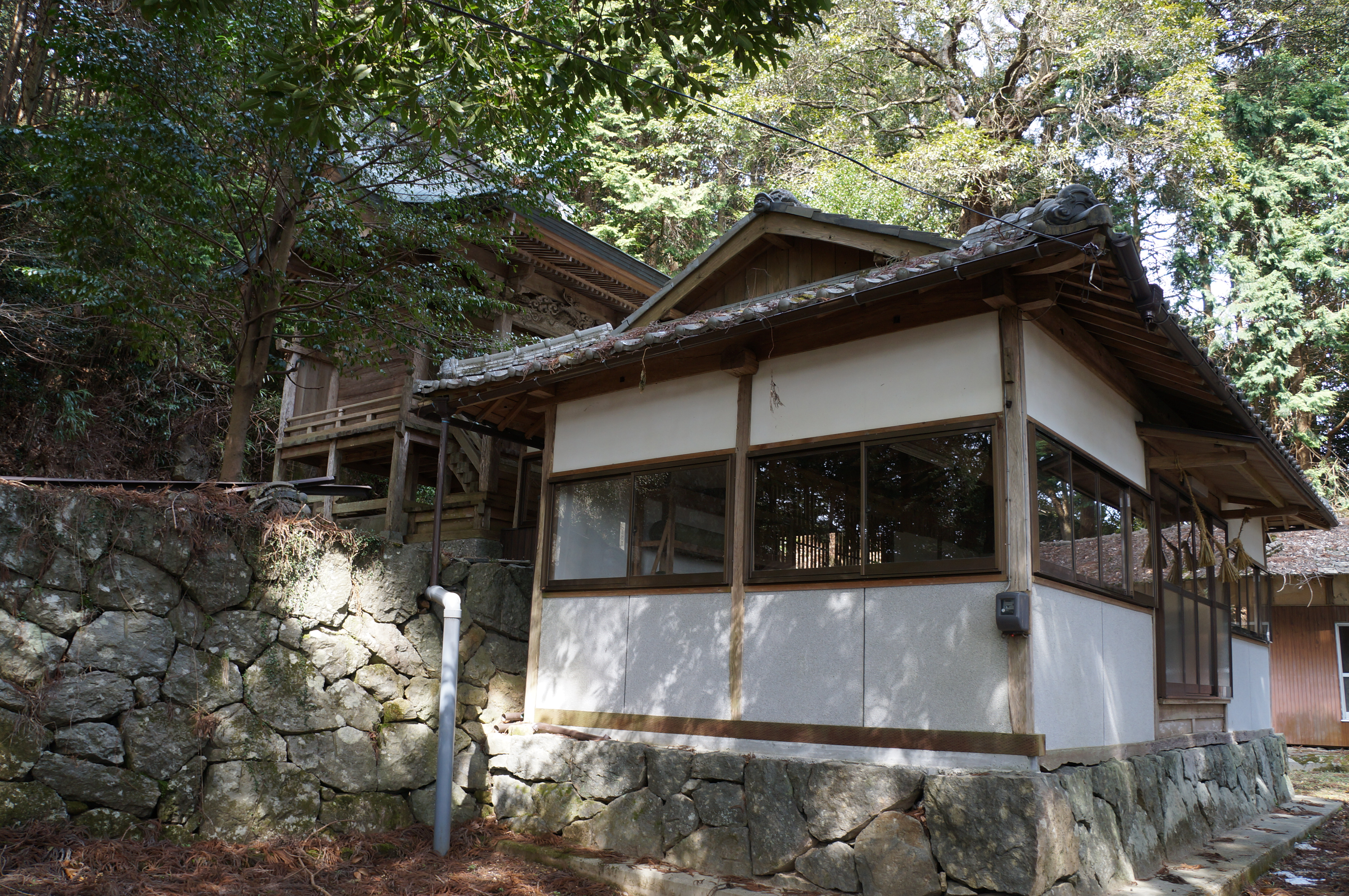
二上神社
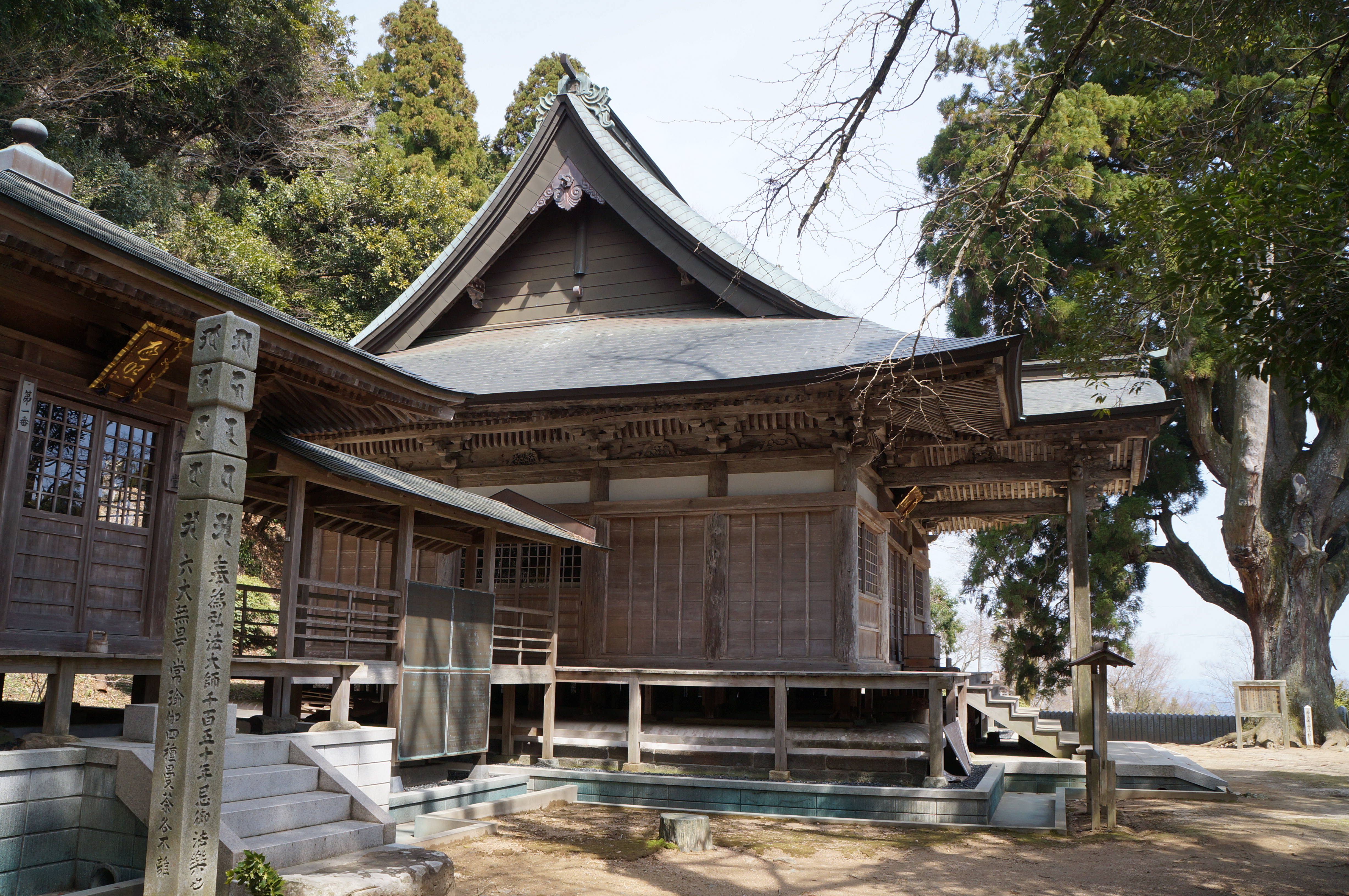
両山寺